# Timo Kotipelto
Timo Antero Kotipelto (Lappajärvi, Finnország, 1969. március 15. –) a Stratovarius finn power metal együttes énekese, és a Kotipelto power metal zenekar alapítója. Ezen kívül Timo vendégként énekel a Sonata Arctica második, Silence című albumán, illetve az Ayreon együttes Universal Migrator Part 2: Flight of the Migrator lemezén is.

## Pályafutása
Kotipelto pop és jazz éneklést tanult a helsinki zenei konzervatóriumban, majd egy ideig a Filthy Asses együttesben énekelt. A 90-es évek elején jelentkezett a Stratovariusba először, ám akkor még nem vették fel a zenekarba. 1994-ben azonban már a Stratovarius kereste fel őt, mert az akkori énekes, Timo Tolkki szeretett volna csak a gitározásra koncentrálni. Kotipelto érkezése a Stratovariusba nagyban hozzájárult a zenekar későbbi nemzetközi sikereihez. Az első Strato albumból, amin énekelt, az 1995-ös Fourth Dimension-ből, közel kétszer annyi kelt el, mint az előző Dreamspace című lemezből.
1998-ban a Soundi Magazine olvasóinak szavazása alapján Finnországban Timo Kotipelto a harmadik helyezést érte el a legjobb énekes kategóriában, illetve Tolkkival közösen jelölést kaptak a "csodálatos személyiség" kategóriában.
2002-ben Timo megalapította szóló együttesét, Kotipelto néven, amellyel azóta 3 albumot készített el Waiting for the Dawn, Coldness, illetve Serenity címmel.
2003 végén Kotipelto kivált a Stratovariusból, mert megromlott a viszony közte és a gitáros Timo Tolkki között. Hosszas viták, illetve Tolkki gyógykezelését követően (mániákus depresszióban szenvedett) végül 2004 végén Kotipelto ismét csatlakozott az együtteshez, amelynek azóta is tagja.
2008-ban Timo műsorvezető volt a finn MTV zene csatornán, a Headbangers Ball című műsorban.
2009-ben a Nelonen finn tv-csatorna új műsorában, a Kuorosota-ban Kotipelto kórusvezető volt. A verseny lényege, hogy 6 kórusvezető, a saját kórusaikkal dalokat adnak elő, majd ezekre a nézők szavazhatnak az interneten és telefonon keresztül. A 2009-es műsort végül Timo és kórusa nyerte meg.

## Diszkográfia

### Stratovarius albumok
- Fourth Dimension [1995]
- Episode [1996]
- Visions [1997]
- Destiny [1998]
- Infinite [2000]
- Intermission [2001]
- Elements Part 1 [2003]
- Elements Part 2 [2003]
- Stratovarius [2005]
- Polaris [2009]
- Elysium [2011]
- Nemesis [2013]
- Eternal [2015]

### Kotipelto albumok
- Waiting for the Dawn [2002]
- Coldness [2004]
- Serenity [2007]

### egyéb albumok
- Gather the Faithful [2009] (Cain's Offering)
- Blackoustic [2012] (Kotipelto & Liimatainen)
- Stormcrow [2015] (Cain's Offering)